# Добрый Путь (Киев)
До́брый Путь (укр. Добрий Шлях) — историческая местность на территории Голосеевского района города Киева. Добрый Путь располагается между Цимбаловым Яром и Голосеевским лесом. Главная здешняя улица — Добрый Путь — известна со второй половины XIX века как часть пути из Киева к Мышеловке, Китаеву, Корчеватому и другим пригородным населенным пунктам (в XX веке вошедшим в черту Киева). Относительно названия существует предание, согласно которому в этой местности традиционно провожали чумаков в Крым, желая им доброго пути.